# Steven van Zadelhoff
Steven van Zadelhoff (* 1. März 1979 in Deil, Gelderland) ist ein professioneller niederländischer Pokerspieler. Er gewann 2017 das Main Event der World Championship of Online Poker und führte anschließend eine Woche lang die Onlinepoker-Weltrangliste an.

## Pokerkarriere

### Online
Van Zadelhoff spielt seit 2006 online auf jeder größeren Plattform unter einem anderen Nickname. Seine größten Erfolge feierte er als SvZff auf PokerStars. Ende September 2017 gewann van Zadelhoff dort das Main Event der World Championship of Online Poker. Dafür setzte er sich gegen 2182 andere Spieler durch und erhielt eine Siegprämie von über 1,6 Millionen US-Dollar. Von diesem Preisgeld behielt er jedoch nur 16 % (rund 260.000 US-Dollar) selbst, da er den Rest vor Turnierbeginn verkauft hatte. Insgesamt liegen seine Online-Turniergewinne bei mehr als 11,5 Millionen US-Dollar, womit er zu den erfolgreichsten Spielern zählt. Davon erspielte er sich den Großteil von über 7 Millionen US-Dollar bei PokerStars. Vom 23. bis 29. Dezember 2017 stand van Zadelhoff für eine Woche auf Platz eins des PokerStake-Rankings, das die erfolgreichsten Onlinepoker-Turnierspieler weltweit listet.

### Live
Van Zadelhoff nimmt seit 2007 auch an renommierten Live-Turnieren teil.
Mitte September 2007 belegte van Zadelhoff beim Main Event der in London ausgetragenen World Series of Poker Europe den 11. Platz für rund 40.000 englische Pfund. Einen Monat später wurde er beim Main Event der World Poker Tour in Barcelona Neunter und erhielt dafür knapp 70.000 Euro. Im Juni 2008 war van Zadelhoff auch erstmals bei der Hauptturnierserie der World Series of Poker (WSOP) im Rio All-Suite Hotel and Casino am Las Vegas Strip erfolgreich und kam bei zwei Turnieren der Variante No Limit Hold’em ins Geld. Ende November 2009 gewann er das Main Event der Spanish Poker Tour auf Gran Canaria mit einer Siegprämie von 100.000 Euro. Mitte August 2010 saß er am Finaltisch des Main Events der European Poker Tour (EPT) in Tallinn und belegte den sechsten Platz für ein Preisgeld von 63.000 Euro. Ende Januar 2012 siegte van Zadelhoff beim Dom Classics in Utrecht und erhielt rund 75.000 Euro. Bei der WSOP 2017 belegte er im Main Event den 491. Platz für knapp 25.000 US-Dollar. Zwei Jahre später belegte er beim Millionaire Maker der WSOP 2019 den elften Platz und erhielt knapp 100.000 US-Dollar. Ende August 2019 wurde van Zadelhoff bei einem Turnier der EPT Barcelona Fünfter und sicherte sich knapp 210.000 Euro. Mitte Oktober 2019 belegte er beim Main Event des Battle of Malta den zweiten Platz und erhielt aufgrund eines Deals knapp 220.000 Euro.
Insgesamt hat sich Zadelhoff mit Poker bei Live-Turnieren mehr als 2,5 Millionen US-Dollar erspielt. Er lebt auf Malta.